# SamSam (festival)
Het SamSam Festival (slogan: Jij bent anders, net als ik!) is een evenement voor mensen met en zonder beperking, wat eens in de 2 jaar wordt gehouden in Friesland. Het festival wordt georganiseerd door Stichting wauw, o.l.v. Roelof Veldhuizen.